# José Luis Moreno Casas
José Luis Moreno Casas   (Madrid, 3 d'agost de 1967) és un polític i economista espanyol, diputat a la III legislatura de l'Assemblea de Madrid i regidor de la corporació 2015-2019 de l'Ajuntament de Madrid.
Membre del Comitè Executiu Nacional del Partit Liberal entre 1987 i 1989, va ser inclòs al lloc 41 dins la llista del Partit Popular (PP) per a les eleccions a l'Assemblea de Madrid de 1991; elegit diputat, va exercir el càrrec durant la tercera legislatura. Economista de professió, va ser soci de KPMG.
Director general d'Economia i Política Financera de la Comunitat de Madrid entre 2012 i 2015, es va presentar com a candidat al lloc 10 de la llista del PP encapçalada per Esperanza Aguirre per a les eleccions municipals de 2015 a Madrid; va ser elegit regidor, convertint-se en el portaveu del grup municipal popular a l'Àrea de Govern d'Hisenda i Economia.
Va ser l'únic regidor del grup municipal popular en el ple del consistori que el gener del 2017, trencant la disciplina de partit, va votar a favor de la moció on l'ajuntament es reafirmava en el rebuig a les mesures implementades pel president dels Estats Units d'Amèrica Donald Trump en matèria d'política migratòria.